# Johan Petro
Johan Petro, né le 27 janvier 1986 à Paris, est un joueur international français naturalisé dominicain de basket-ball. Il mesure 2,13 mètres pour 112 kg. Il remporte le Championnat d'Europe 2013 avec l'équipe de France.

## Jeunesse et débuts en Guadeloupe
Né le 27 janvier 1986 à Paris où vit sa famille, Johan Petro quitte la métropole pour aller à l'école à Saint-Martin à la suite de la mutation de son père qui travaille chez EDF. Il reste scolarisé à Marigot pendant trois ans jusqu'à une nouvelle mutation de son père en Guadeloupe. Johan et sa famille partent alors vivre à Pointe-à-Pitre où ses parents décident de l'inscrire au Baie-Mahault Basket-ball Club (BMBC).
Trois mois plus tard, il part avec le BMBC et la ligue de basket-ball de Guadeloupe en stage à Pacé. Des dirigeants de clubs présents remarquent ce jeune de 13 ans et demi et il est admis au Centre fédéral où il est suivi par Patrick Cham. Petro dispute en 2002-2003 le championnat de Nationale 1. Il finit meilleur rebondeur et MVP du championnat, tournant à 11,6 points et 6,1 rebonds de moyenne. Il rejoint ensuite Pau-Orthez en Pro A.

## Carrière professionnelle en club

### Débuts à Pau
L'année 2004 est une période faste pour Petro. Il remporte ainsi le Trophée du Futur avec l'équipe Espoirs, ainsi que le titre de champion de France en Pro A, malgré un faible temps de jeu octroyé par Didier Gadou. Il participe aussi au podium de l'équipe de France Juniors au championnat d'Europe à Saragosse.

### Carrière NBA

#### SuperSonics de Seattle (2005-2008)
En 2005, les SuperSonics de Seattle le choisissent au 25e rang de la Draft de la NBA. Petro décline sa sélection en équipe de France pour le championnat d'Europe 2005, son nouveau club souhaitant le voir préparer sa saison de rookie sur place.
À la surprise de tous, Petro est intégré dans le cinq majeur des Sonics dès le début de la saison, où il est apprécié pour son habilité à être intimidant en défense dans le secteur intérieur. Mais son temps de jeu est grandement limité car Petro commet trop rapidement de nombreuses fautes dans les rencontres. En cours de saison, les Sonics remplacent leur entraîneur Bob Weiss par Bob Hill, qui donne plus de temps de jeu aux jeunes joueurs. Mais Petro ne retrouve pas pour autant sa place dans le cinq majeur car il est doublé par son coéquipier Robert Swift, qui est comme lui un jeune pivot prometteur.
Le 2 avril 2006, lors de la victoire des Sonics 122 à 83 contre les Trail Blazers de Portland, il se casse le nez après un choc avec Joel Przybilla.
En octobre 2006, les Sonics prolongent le contrat de Petro d'un an, ce qui le lie à la franchise jusqu'en 2008.

#### Thunder d'Oklahoma City (2008-Jan.2009)
Après avoir fait une bonne pré-saison avec le Thunder d'Oklahoma City où il finit meilleur marqueur de son équipe, il est gêné en début de saison par un entraîneur adjoint (Scott) qui a des griefs contre lui. Petro, soutenu par son entraîneur, continue de jouer tout en restant dans le cinq. Mais son temps de jeu ne cesse de se réduire. L'entraîneur est limogé et remplacé par son adjoint et Johan Petro, pensant ne plus pouvoir trouver de temps de jeu, demande son transfert[réf. nécessaire].

#### Nuggets de Denver (Jan.2009-2010)
Il est échangé le 7 janvier contre le meneur Chucky Atkins et connaît ainsi sa deuxième équipe en NBA, les Nuggets de Denver. Avec cette équipe, il présente des statistiques de 2,2 points et 2,3 rebonds en vingt-sept rencontres, dont dix débutées dans le cinq majeur. Il dispute ses premières rencontres de playoffs, dix rencontres pour un temps moyen de 2 minutes 6 et des statistiques de 0,9 point et 0,6 rebond. la franchise termine sa saison en finale de conférence face aux Lakers de Los Angeles.
Son avenir dans la ligue, qui est en suspens puisqu'il arrive à la fin de son contrat rookie en 2009, est prolongé en août lorsqu'il il signe un nouveau contrat avec les Nuggets de Denver. Ils participent aux playoffs 2010 mais sont éliminés au 1er tour contre le Jazz de l'Utah.

#### Nets du Jersey (2010-2012)
En juillet 2010, il signe un contrat qui porte sur trois ans et dix millions de dollars avec les Nets du New Jersey, et est très enthousiaste à l'idée de jouer pour les Nets. En ce début de saison, il est la doublure de Brook Lopez, le pivot titulaire. Il sera ensuite utilisé comme ailier fort. Après 20 matches joués, il tourne en moyenne à 2,9 pts à 50 % de réussite au tir pour une dizaine de minutes jouées par match.
Le 27 avril 2011, lors du match des Nets contre les Raptors de Toronto, Johan Petro inscrit le dernier point de l'histoire des New Jersey Nets, qui prendront lors de la saison NBA 2012-2013 le nom de « Nets de Brooklyn ».

#### Hawks d'Atlanta (2012-2013)
Le 2 juillet 2012, il est transféré aux Hawks d'Atlanta avec Jordan Farmar, Jordan Williams, Anthony Morrow et DeShawn Stevenson contre Joe Johnson,. Lors de la pré-saison, il reconnaît avoir des difficultés à s'adapter à sa nouvelle équipe. Toutefois, à l'approche du terme de la saison régulière et du début des playoffs, il profite des blessures de Zaza Pachulia et Al Horford pour se montrer. Les Hawks s'inclineront au 1er tour, 4 matches à 2, contre les Pacers de l'Indiana.

### Six matches en Chine (2013)
En août 2013, Petro signe un contrat avec les Zhejiang Guangsha Lions, un club qui évolue en championnat de Chine. En décembre de la même année, ce club met un terme à ce contrat : les statistiques de Petro sont alors de 13,5 points à 43 %, 9,8 rebonds et 1,2 contre en six matches disputés mais il ne trouve un accord pour partir qu'en janvier 2014. Le club chinois attendait de Petro des moyennes de 20 points et 15 rebonds par match qu'il n'a jamais su tenir à cause notamment de douleurs au dos.

### Retour en France à Limoges (2014)
Désireux de revenir en France, il s'engage avec le CSP Limoges le 10 février 2014. Pour son premier match, il inscrit 6 points, prend 6 rebonds et contre un ballon en 10 minutes lors de la défaite en prolongation de son équipe 91 à 98 en quart de finale de la Leaders Cup.
Fin février, le CSP retrouve Pau pour un remake des anciennes grandes confrontations passées. Petro, pour son premier match à domicile, se distingue surtout en marge de la rencontre. En effet, un an avant, son ancien coéquipier à Pau justement (2004-2005), Thierry Rupert, meurt. Le néo-limougeaud décide, en souvenir de Rupert, de verser 200 € pour chaque panier à trois points inscrit par son équipe à la fondation Elham Rupert.
Avec des problèmes au dos, Johan Petro livre des prestations décevantes et parait trop nonchalant sur le terrain ne levant jamais les bras en défense. Il perd progressivement du temps de jeux au profit de Fréjus Zerbo et joue quelques minutes lors des finales de Pro A. L'ancien NBA est sacré champion de France 2014 après une série de victoires (3-0) face à Strasbourg.

### Un passage au Porto Rico (2015-2016)
Se trouvant sans club, Johan Petro s'engage en janvier 2015 chez les Mets de Guaynabo dans le championnat du Porto Rico. En avril 2015, Petro qui tourne à 7.7 points et 9.4 rebonds par match est coupé par son club pour pouvoir signer Mickaël Piétrus. Il est finalement réintégré dans l'effectif des Mets à la faveur d'une naturalisation dominicaine. Profitant de ce passeport dominicain, il retrouve le championnat portoricain avec le double champion en titre, les Leones de Ponce en janvier 2016 puis s'engage dans le même championnat avec les Cangrejeros de Santurce.

### Retour aux États-Unis (depuis 2017)
Le 24 février 2017, il retrouve les États-Unis en s'engageant avec le Skyforce de Sioux Falls en D-League.

## Clubs successifs
- 2003-2005 :  Élan béarnais Pau-Orthez Pro A
- 2005-2008 :  Supersonics de Seattle NBA
- 2008-2009 :  Thunder d'Oklahoma City NBA
- 2009-2010 :  Nuggets de Denver NBA
- 2010-2012 :  Nets de New Jersey NBA
- 2012-2013 :  Hawks d'Atlanta NBA
- 2013-2014 : 
  -  Zhejiang Guangsha Lions CBA
  -  CSP Limoges Pro A
- 2015 :  Mets de Guaynabo BSN
- 2016 : 
  -  Leones de Ponce BSN
  -  Cangrejeros de Santurce BSN
- depuis 2017 :  Skyforce de Sioux Falls D-League

## Carrière en équipe de France
En sélection jeune, Petro remporte une médaille de bronze à Saragosse, lors du championnat d'Europe Juniors en 2004.
Ses premières sélections senior en équipe A lui permettent de participer au championnat du monde 2006 au Japon, où l'équipe de France termine sur une belle cinquième place, malgré l'absence de Tony Parker.
Bien que participant à la préparation puis aux matchs de qualification de l'équipe de France pour le championnat d'Europe 2009, il n'est pas conservé au sein du groupe qui dispute les dernières rencontres face à la Belgique, et ne prend pas non plus part au championnat d'Europe. Vincent Collet explique alors sa décision par le retard de Petro dans le domaine défensif par rapport à Ian Mahinmi.
Après avoir annoncé en mars 2013 être toujours disponible pour l'équipe de France, il a la possibilité de prouver ses déclarations en étant appelé par Vincent Collet après la cascade de forfaits concernant les pivots potentiels de l'équipe de France : Joakim Noah, Kevin Séraphin et Ronny Turiaf, entre autres. Même si sa préparation ne répond pas totalement aux attentes de Collet, il fait partie du groupe qui se rend en Slovénie pour le championnat d'Europe 2013. Lors de celui-ci, il connait des débuts difficiles puis obtient un peu de temps de jeu face à Israël : il joue 13 minutes pour 10 points inscrits et 5 rebonds captés. Il s'avère de nouveau précieux lors du quart de finale face à la Slovénie, avec 4 points à 2 sur 4 aux tirs mais surtout 7 rebonds. Lors de la finale victorieuse face à la Lituanie, 80 à 66, il inscrit 8 points et délivre 1 passe décisive en 19 minutes.
Le 16 mai 2014, il fait partie de la liste des vingt-quatre joueurs pré-sélectionnés pour la participation à la Coupe du monde 2014 en Espagne malgré ses prestations décevantes à Limoges et n'est finalement pas conservé.

## Palmarès de joueur
En club
- Avec Pau-Orthez :
  - Champion de France de Pro A en 2004
  - Vainqueur du Trophée du Futur en 2004 (Espoirs Pro A)
  - Vainqueur de la Coupe Sud-Ouest en 2004 (Espoirs Pro A)
- Avec Limoges :
  - Champion de France de Pro A en 2014

En sélection nationale
- Médaille de bronze au championnat d'Europe Juniors 2004 en Espagne
- 5e place au championnat du monde 2006 au Japon
- Médaille d'or au championnat d'Europe 2013 en Slovénie

## Statistiques NBA
Légende : gras = ses meilleures performances

### Saison régulière
| Saison     | Équipe        | Matchs | Titul. | Min./m | % Tir | % 3pts | % LF | Rbds/m. | Pass/m. | Int/m. | Ctr/m. | Pts/m. |
| ---------- | ------------- | ------ | ------ | ------ | ----- | ------ | ---- | ------- | ------- | ------ | ------ | ------ |
| 2005-2006  | Seattle       | 68     | 41     | 18,9   | 51,0  | 0,0    | 62,7 | 4,35    | 0,22    | 0,37   | 0,75   | 5,19   |
| 2006-2007  | Seattle       | 81     | 13     | 18,7   | 51,6  | 0,0    | 64,9 | 4,14    | 0,56    | 0,48   | 0,58   | 6,20   |
| 2007-2008  | Seattle       | 72     | 28     | 18,2   | 41,9  | 0,0    | 73,6 | 5,14    | 0,44    | 0,49   | 0,58   | 6,00   |
| 2008-2009  | Oklahoma City | 22     | 12     | 15,5   | 40,7  | 0,0    | 66,7 | 4,32    | 0,27    | 0,73   | 0,23   | 4,64   |
| 2008-2009  | Denver        | 27     | 10     | 8,1    | 42,9  | 0,0    | 42,9 | 2,33    | 0,37    | 0,11   | 0,37   | 2,22   |
| 2009-2010  | Denver        | 36     | 16     | 12,1   | 53,5  | 0,0    | 66,7 | 3,58    | 0,39    | 0,28   | 0,36   | 3,39   |
| 2010-2011  | New Jersey    | 77     | 1      | 11,6   | 44,5  | 0,0    | 53,6 | 2,75    | 0,57    | 0,44   | 0,44   | 3,55   |
| 2011-2012* | New Jersey    | 59     | 10     | 15,6   | 41,9  | 100,0  | 83,8 | 3,80    | 0,76    | 0,36   | 0,39   | 4,24   |
| 2012-2013  | Atlanta       | 31     | 8      | 11,3   | 43,6  | 25,0   | 91,7 | 3,61    | 0,52    | 0,32   | 0,29   | 3,48   |
| Total      | Total         | 473    | 139    | 15,4   | 46,2  | 15,4   | 67,8 | 3,88    | 0,48    | 0,41   | 0,49   | 4,66   |

Note: * Cette saison a été réduite de 82 à 66 matchs en raison du Lock out.

### Playoffs
| Saison | Équipe  | Matchs | Titul. | Min./m | % Tir | % 3pts | % LF | Rbds/m. | Pass/m. | Int/m. | Ctr/m. | Pts/m. |
| ------ | ------- | ------ | ------ | ------ | ----- | ------ | ---- | ------- | ------- | ------ | ------ | ------ |
| 2009   | Denver  | 10     | 0      | 2,6    | 22,2  | 0,0    | 62,5 | 0,60    | 0,10    | 0,00   | 0,10   | 0,90   |
| 2010   | Denver  | 6      | 1      | 7,5    | 54,5  | 0,0    | 50,0 | 1,83    | 0,17    | 0,17   | 0,50   | 2,17   |
| 2013   | Atlanta | 6      | 4      | 16,8   | 51,9  | 0,0    | 50,0 | 3,67    | 0,67    | 0,17   | 0,67   | 4,83   |
| Total  | Total   | 22     | 5      | 7,8    | 46,8  | 0,0    | 58,3 | 1,77    | 0,27    | 0,09   | 0,36   | 2,32   |

## Salaires en NBA
| Année      | Équipe      | Salaire      |
| ---------- | ----------- | ------------ |
| 2005-2006  | SuperSonics | 936 000 $    |
| 2006-2007  | SuperSonics | 1 006 800 $  |
| 2007-2008  | SuperSonics | 1 077 120 $  |
| 2008-2009  | Nuggets     | 1 939 893 $  |
| 2009-2010  | Nuggets     | 884 881 $    |
| 2010-2011  | Nets        | 3 250 000 $  |
| 2011-2012* | Nets        | 3 250 000 $  |
| 2012-2013  | Hawks       | 3 500 000 $  |
| Total      |             | 15 845 924 $ |

Note: * En 2011, le salaire moyen d'un joueur évoluant en NBA est de 5 150 000 $.

## Vie privée
Le 28 avril 2013, il ne se présente pas à l'entraînement des Hawks d'Atlanta pour rejoindre sa femme à Miami. Le lendemain, vers 14h, elle donne naissance à leur fils Jacob. Petro parvient tout de même à revenir à temps pour participer à la victoire des Hawks au match 4 contre les Pacers de l'Indiana,.

## Pour approfondir